# Ahmabeek
De Ahmabeek (Zweeds: Ahmaoja) is een beek die stroomt in de Zweedse  gemeente Pajala. De rivier ontvangt haar water op de zuidelijke hellingen van de Ahmabergrug en de oostelijke hellingen van de Ahmaberg. De rivier stroomt in tegenstelling tot de Ahmarivier naar het zuiden, door het Ahmamoeras (Ahmajänkkä) en sluit aan bij de Zuidelijke Kihlankirivier. Ze is circa 5 kilometer lang.
Afwatering: Ahmabeek → Zuidelijke Kihlankirivier → Muonio → Torne → Botnische Golf